# إحنونن (آيت عبد الحميد)
إحنونن هو دُوَّار يقع بجماعة تازارين، إقليم تازة، جهة فاس مكناس في المملكة المغربية. ينتمي الدوّار لمشيخة آيت عبد الحميد التي تضم 8 دواوير. يقدر عدد سكانه بـ 34 نسمة حسب الإحصاء الرسمي للسكان والسكنى لسنة 2004.

## روابط خارجية
- البوابة الوطنية للجماعات الترابية
- المندوبية السامية للتخطيط